# Władza absolutna
Władza absolutna (ang. Absolute Power) – amerykański film fabularny (thriller) z 1997 roku, powstały na podstawie powieści Davida Baldacciego.

## Obsada
- Clint Eastwood − Luther Whitney
- Gene Hackman − prezydent Allen Richmond
- Ed Harris − Seth Frank
- Laura Linney − Kate Whitney
- Scott Glenn − Bill Burton
- Dennis Haysbert − Tim Collin
- Judy Davis − Gloria Russell
- E.G. Marshall − Walter Sullivan
- Melora Hardin − Christy Sullivan
- Kenneth Welsh − Sandy Lord
- Penny Johnson − Laura Simon
- Richard Jenkins − Michael McCarty
- Mark Margolis − Red Brandsford
- Elaine Kagan − Valerie

## Fabuła
Waszyngton. Luther Whitney jest podstarzałym włamywaczem. Siedział w więzieniu parę lat i chce skończyć swoją „karierę”. Decyduje się zrobić ostatni skok. Celem jest posiadłość Waltera Sullivana − jednego z najbogatszych ludzi w Waszyngtonie. Luther przygotowuje plan w najdrobniejszych szczegółach. Włamuje się nocą, gdy właściciela nie ma w domu. Podczas napadu przez weneckie lustro widzi sypialnię, gdzie żonę Sullivana uwodzi Allen Richmond − prezydent USA. Dochodzi do szamotaniny, do pomieszczenia wchodzą agenci tajnych służb − Bill Burton i Tim Collin. Zabijają kobietę. Agenci i ich przełożona Gloria Russell preparują inną wersję wydarzeń − zabójcą jest włamywacz, który zostaje zauważony, ale ucieka z narzędziem zbrodni. Śledztwo w tej sprawie prowadzi detektyw Seth Frank, który nie jest przekonany co do winy Luthera.